# Female Prisoner Scorpion: Grudge Song
Female Prisoner Scorpion: Grudge Song (女囚さそり ７０１号怨み節?, Joshū Sasori: 701-gō Urami-bushi) è un film del 1973, diretto da Yasuharu Hasebe, tratto dall'omonimo manga di Tooru Shinohara. È il quarto film della serie Sasori, l'ultimo interpretato da Meiko Kaji.

## Trama
Un gruppo di poliziotti, guidati dall'ispettore Kodama, irrompe in una chiesa durante un matrimonio, per arrestare Nami Matsushima, detta Sasori, che si nasconde tra gli invitati. La ragazza sta per essere ammanettata, ma reagisce e ferisce alcuni agenti, quindi viene bloccata e portata su una macchina della polizia. Durante il tragitto, Sasori riesce a far sbandare la macchina e fugge.
Tetsuo Kudo, un uomo che lavora in un night club, trova nel bagno Sasori, gravemente ferita, e la cura, quindi la nasconde nel seminterrato del locale. Kodama e i suoi uomini fanno irruzione nel night club, ma non trovano Sasori, che viene nascosta da Tetsuo in una capanna abbandonata che si trova in una discarica di automibili. L'uomo racconta a Sasori il suo passato e le violenze subite dai poliziotti, quindi le mostra un fucile, mentre alcuni flashback mostrano le torture subite dall'uomo e alcuni scontri di piazza con la polizia.
Successivamente i poliziotti tornano nel night club, trovando solo Tetsuo, mentre una ragazza mostra loro un paio di manette. Tetsuo viene portato in centrale e viene torturato, ma non dice nulla su Sasori, quindi viene rilasciato. Due poliziotti iniziano a seguirlo e scoprono così il nascondiglio di Sasori. Ne scaturisce una sparatoria tra la polizia e Tetsuo, alla fine della quale l'uomo e Sasori riescono a fuggire. I due si recano quindi nell'appartamento dell'ispettore Kodama e prendono in ostaggio la moglie, che tenta di fuggire e viene inavvertitamente gettata dalla finestra dai due. Una volta tornati al nascondiglio, i due hanno un rapporto sessuale, quindi decidono di assaltare alcune auto della polizia che trasportano dei soldi. L'assalto riesce, ma i due vengono inseguiti dall'ispettore Kodama e dai suoi uomini. Tetsuo e Sasori decidono di dividersi: Tetsuo viene catturato dai poliziotti, mentre Sasori riesce a fuggire.
Tetsuo viene nuovamente torturato da poliziotti, quindi riceve la visita della madre, che ha un drammatico confronto con il figlio. La polizia irrompe nuovamente nel nascondiglio di Sasori, che viene catturata con difficoltà e condotta in un carcere, dove verrà giustiziata sul patibolo. La ragazza è costretta ad assistere all'impiccagione di una prigioniera, quindi il giorno della sua esecuzione viene fatta fuggire da una secondina. Sasori si nasconde nel portabagagli della macchina di Kodama, che si ferma in una strada in cui si trova un patibolo, e costringe Sasori ad infilare la testa nel cappio. La ragazza riesce però a liberarsi e a far sì che Kodama muoia con la testa infilata nel cappio.
Sasori torna al night club e accoltella a morte Tetsuo, accusandolo di averla tradita.

## Collegamenti ad altre pellicole
- La canzone che accompagna i titoli di testa della pellicola, Urami-Bushi, scritta da Shunya Ito e cantata da Meiko Kaji, è stata utilizzata da Quentin Tarantino nei titoli di coda dei due Kill Bill.